# Hugo Hurter
Hugo Adalbert Hurter (ur. 11 stycznia 1832 w Szafuzie, zm. 11 grudnia 1914 w Innsbrucku) – szwajcarski teolog i jezuita.
Hurter był synem szwajcarskiego teologa i historyka Friedricha Emanuela von Hurtera. W 1845 Hugo Hurter dokonał konwersji z Kalwinizmu kontynentalnego do Kościoła katolickiego.
W latach 1847/55 studiował filozofię i teologię w Collegium Germanicum. W 1855 otrzymał święcenia kapłańskie. Następnie wstąpił do zakonu jezuitów.
Od 1858 do 1912 był profesorem teologii dogmatycznej na Uniwersytecie w Innsbrucku.

## Dzieła
- Theologiae dogmaticae compendium in usum studiosorum theologiae (1876-1878)
- Nomenclator literarius theologiae catholicae, theologos exhibens aetate, natione, disciplinis distinctos (1871-1886)